# No llores por mí
«No llores por mí» (рус. Не плачь по мне) — четвёртый CD-сингл и пятый радиосингл испанского поп-певца Энрике Иглесиаса с его дебютного альбома Enrique Iglesias, выпущенный в августе 1996 года.

## Запись сингла
Песня была написана Роберто Моралезом и Энрике Иглесиасом и стала четвёртой песней Энрике, которая лидировала в США. Только из двух альбомов на испанском языке того года вышло по четыре сингла, которые лидировали в США — «Amor prohibido» Селены и «Otro día más sin verte» Джона Секады. В 1996 году Иглесиас получил за эту песню награду ASCAP.

## Хит-парады
Песня дебютировал в хит-парадах США 3 августа 1996 года, а через девять недель заняла первую строчку. На протяжении 12 недель композиция находилась в «десятке лучших».
| Хит-парад (1996)                           | Лучший результат |
| ------------------------------------------ | ---------------- |
| США Billboard «Hot Latin Songs»            | 1 (1 неделя)     |
| Billboard «Latin Pop Airplay»              | 2                |
| Billboard «Latin Regional Mexican Airplay» | 5                |
| Billboard «Latin Tropical/Salsa Airplay»   | 18               |